# Hirmoneura obscura
Hirmoneura obscura är en tvåvingeart som beskrevs av Christian Rudolph Wilhelm Wiedemann 1820. Hirmoneura obscura ingår i släktet Hirmoneura och familjen Nemestrinidae. Inga underarter finns listade i Catalogue of Life.